# Rue Lulli
La rue Lulli est une voie du 2e arrondissement de Paris, en France. 

## Situation et accès
Elle débute au 2, rue Rameau et se termine au 1, rue de Louvois. Depuis 2013, elle est fermée à la circulation automobile. 

## Origine du nom
Elle porte le nom du compositeur et violoniste Jean-Baptiste Lully (28 novembre 1632 – 22 mars 1687) dont l'hôtel se trouve non loin, à l'angle des rues Sainte-Anne et des Petits-Champs.

## Historique

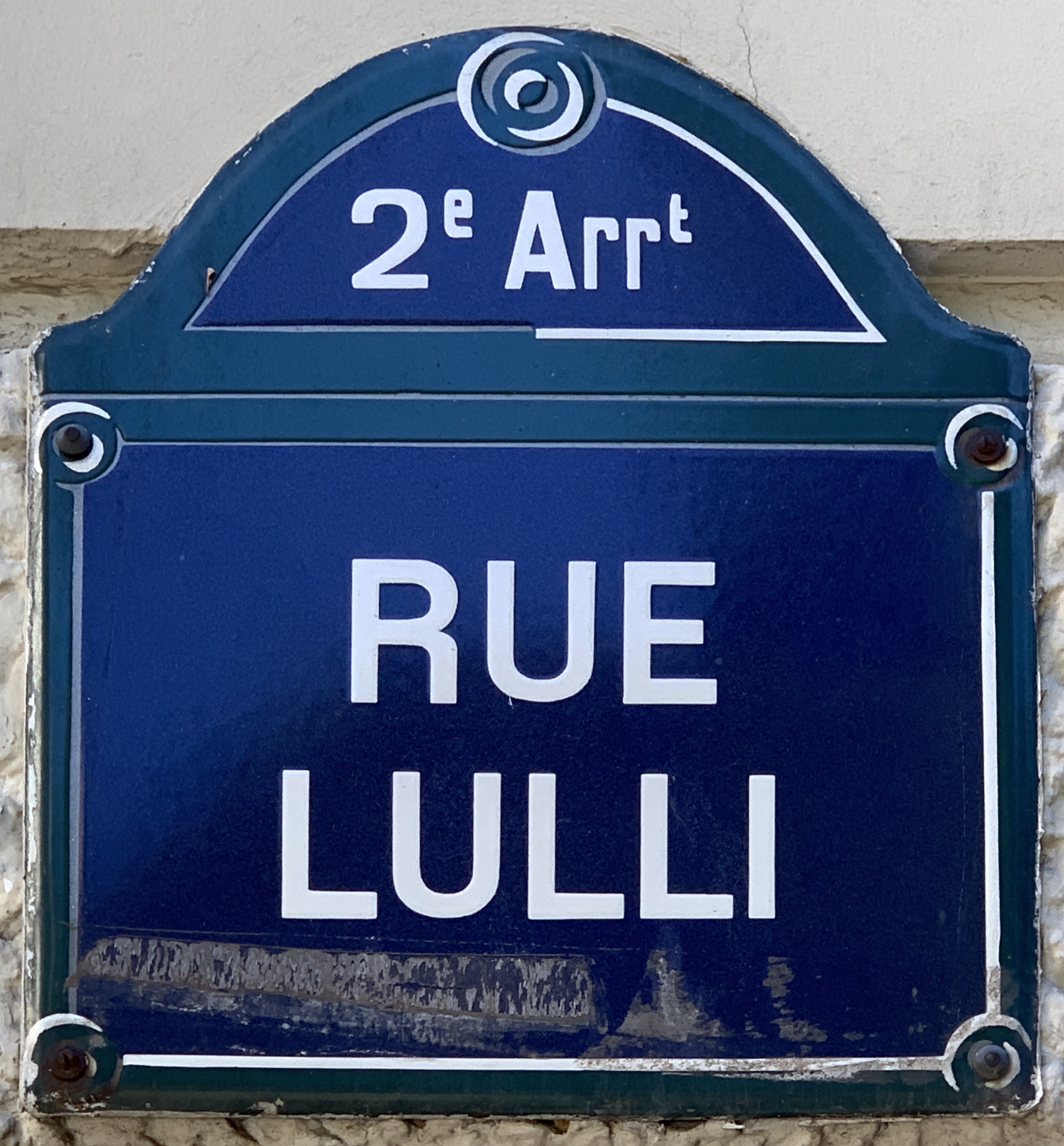
Plaque de la rue.

En 1792, le citoyen Cottin est autorisé à ouvrir deux nouvelles sur un terrain situé entre les rues de Richelieu et la rue Sainte-Anne. L'une (l'actuelle rue Rameau) est parallèle à la rue de Louvois, ouverte en 1784 à l'emplacement de l'hôtel de Louvois, hôtel particulier appartenant à François Michel Le Tellier de Louvois ; l’autre (la rue Lulli) doit servir de prolongement à la rue Chabanais, ouverte en 1773 et formant à l'origine équerre entre la rue Neuve-des-Petits-Champs et la rue Sainte-Anne,.
Arrêté du corps municipal en date du 19 avril 1792 : « Considérant qu’il résultera des constructions qui seront élevées sur ces deux rues, une augmentation considérable sur les produits des impositions foncière et mobilière, et sur celui des sols additionnels ; que l’accroissement des dépenses auxquelles ces deux rues donneront lieu pour l’entretien du pavé et de l’illumination, ainsi que le nétoiement, sera infiniment modique ; que d’ailleurs la nouvelle salle de spectacle que la demoiselle Montansier fait construire sur une portion des terrains dont il s’agit, exige un isolement de toute autre habitation pour prévenir les suites funestes d’un incendie ; enfin que le concours du monde et la circulation des voitures qu’occasionneront et cette nouvelle salle et celle déjà ouverte au public, dans la rue de Louvois, nécessitent des issues multipliées, etc. »
La rue est d'abord nommé « rue du Théâtre des Arts », en référence à l'opéra de la rue de Richelieu qui se trouvait à l'emplacement de l'actuel square Louvois, avant de prendre le nom de « rue Lulli ».

## Bâtiments remarquables et lieux de mémoire
Le seul bâtiment se trouvant sur la rue Lulli est l'ancien hôtel Louvois, palace célèbre pour être le lieu de plusieurs scènes des albums de Blake et Mortimer. Edgar P. Jacobs y a lui-même séjourné plusieurs fois jusque dans les années 1950. Le bâtiment a été acheté en 1968 par une SCPI à des fins spéculatives ; il est aujourd'hui réparti entre bureaux et logements.
La rue donne accès au square Louvois, ainsi qu'à l'allée Andrée-Jacob et à l'allée Éveline-Garnier.

## Pour approfondir